# 博德维希商业大楼
36°3′46″N 120°19′00″E / 36.06278°N 120.31667°E
博德维希商业大楼是原址位于中国山东省青岛市市南区广西路24号的一座商业建筑，建于1901-1902年，最初为德商博德维希公司所建商业楼，约1939-1940年拆除，原址建设鲁大矿业公司新楼，该楼于1998年拆除。

## 历史
1901-1902年，德商博德维希公司（德語：Bodewig & Co.）在海因里希亲王街（Prinz-Heinrich-Straße，今广西路）与阿尔贝特街（Albertstraße，今安徽路）路口东南角建造了一座三层商业建筑，为青岛第一批设施完善的商业建筑之一。博德维希公司将该楼部分空间用于出租。
柏林商人恩斯特·卡比施（Ernst Kabisch）于1900年开设的嘉裨世洋行（Kabisch & Co.）百货店曾长期在该楼底层经营。该店售卖欧洲时装、化妆品、烟酒，中国工艺品、茶叶，日本丝绸、布料，及青岛市郊农场出产的新鲜果蔬。店内雇佣了专业裁缝，为顾客订做服装。此外，该店在1904年《青岛及近郊指南》、《青岛新报》等刊物刊登的广告上还记载该店附设军队团购部、糖果罐头部和服装剪裁部，除经营商品批发零售业务外还是柏林冯·提佩尔斯基希公司（von Tippelskirch & Co.）的总代理。而该店在青岛商业蓬勃发展的1907-1908年间消失在史料记载中，原因不明。
嘉裨世洋行百货店停止租用该楼后，青岛俱乐部租用了该楼一楼作为活动场地，直至1911年弗里德里希街（Friedrichstraße，今中山路）的青岛俱乐部新楼竣工。此外，租用该楼的公司还有奥托·林克（Otto Linke）的凌基洋行等。
1914年日军占领青岛后，德侨财产被日军没收。1922年北洋政府收回青岛后，中日合资鲁大矿业公司于1923年8月12日成立，公司设于博德维希商业大楼旧址。鲁大矿业公司经营山东内地矿业，拥有坊子、淄川两处煤矿及金岭铁矿。前国务总理靳云鹏任理事长兼总经理，但因靳云鹏远居天津，青岛的公司事务实由董事田中末雄管理。满铁为该公司最大股东，拥有55%股份，大仓财阀占股7%。据实业家周学熙后人回忆，鲁大公司名为中日合资，实际仍由日本人掌控。
约1939-1940年，鲁大矿业公司拆除博德维希商业大楼，新建现代风格的公司新楼。1945年日本投降后，鲁大矿业公司全部财产被国民政府接收。1949年6月2日青岛解放后，青岛市职工联合总会筹备委员会于6月16日在鲁大矿业公司旧址举行第一次会议，10月改称青岛市总工会筹备委员会，次年正式成立青岛市总工会，设于鲁大矿业公司旧址。1958年11月27日，青岛市科学技术委员会迁至该楼办公，同年12月青岛市科学技术协会与市科委合署办公。
1967年，市总工会受文革影响停止活动，市科委、科协亦撤销或停止活动。1969年9月，市总工会所属的五七工厂更名为青岛无线电二厂，厂址位于广西路22号总工会办公楼，借用总工会会议室作为生产线。1978年，市总工会、市科委、市科协陆续恢复，科协恢复后改在中山路1号青岛俱乐部旧址办公。1979年，青岛无线电二厂合并其他几处工厂组成青岛电视机总厂，并于1982年从广西路22号搬迁至江西路11号，后来发展为今天的海信集团。1990年代，市总工会与市科委迁至他处。1996年9月，鲁大矿业公司旧址被有偿转让给青岛日报社使用。1998年，该楼与南侧的克里本多夫饭店旧址（青岛日报社旧楼）一并被拆除，以建设青岛日报报业集团新楼。

## 建筑特色
该建筑平面大致呈矩形，楼高3层（局部1至2层），设阁楼与地下室，街角设阳台和盔顶塔楼，塔楼两侧为三角形山墙，北立面东端以三角形山墙收尾。浅色墙面，花岗岩砌墙基，墙面开矩形长窗，间或设拱廊或拱门，部分檐口处理为雉堞状，墙面雕刻鱼鳔纹、四叶草纹等多种纹饰。整体设计精致，具有新文艺复兴风格。

## 图集
- 1900年代初的广西路安徽路路口，皇家邮局（左）和博德维希商业大楼
- 德占时期的太平路与广西路，中央可见博德维希大楼侧后方及嘉裨世洋行的墙面广告
- 德占时期广西路旧影，左侧远处可见博德维希大楼东立面
- 鲁大矿业公司旧影